# مورگان یورک
 مورگان یورک (انگلیسی: Morgan York؛ زادهٔ ۱۸ ژانویهٔ ۱۹۹۳) یک هنرپیشه اهل ایالات متحده آمریکا است. وی بین سال‌های ۲۰۰۱ تا ۲۰۱۰ میلادی فعالیت می‌کرد.